# 全臺吳姓大宗祠
全臺吳姓大宗祠位於臺南市中西區，是直轄市定古蹟。祠堂內供奉吳姓祖宗如泰伯公、仲雍公、季札公等吳姓先人，保生大帝吳夲亦在其中，是全臺性的宗祠。於三月、十月的第二個週日時舉行春、秋祭祀。

## 沿革

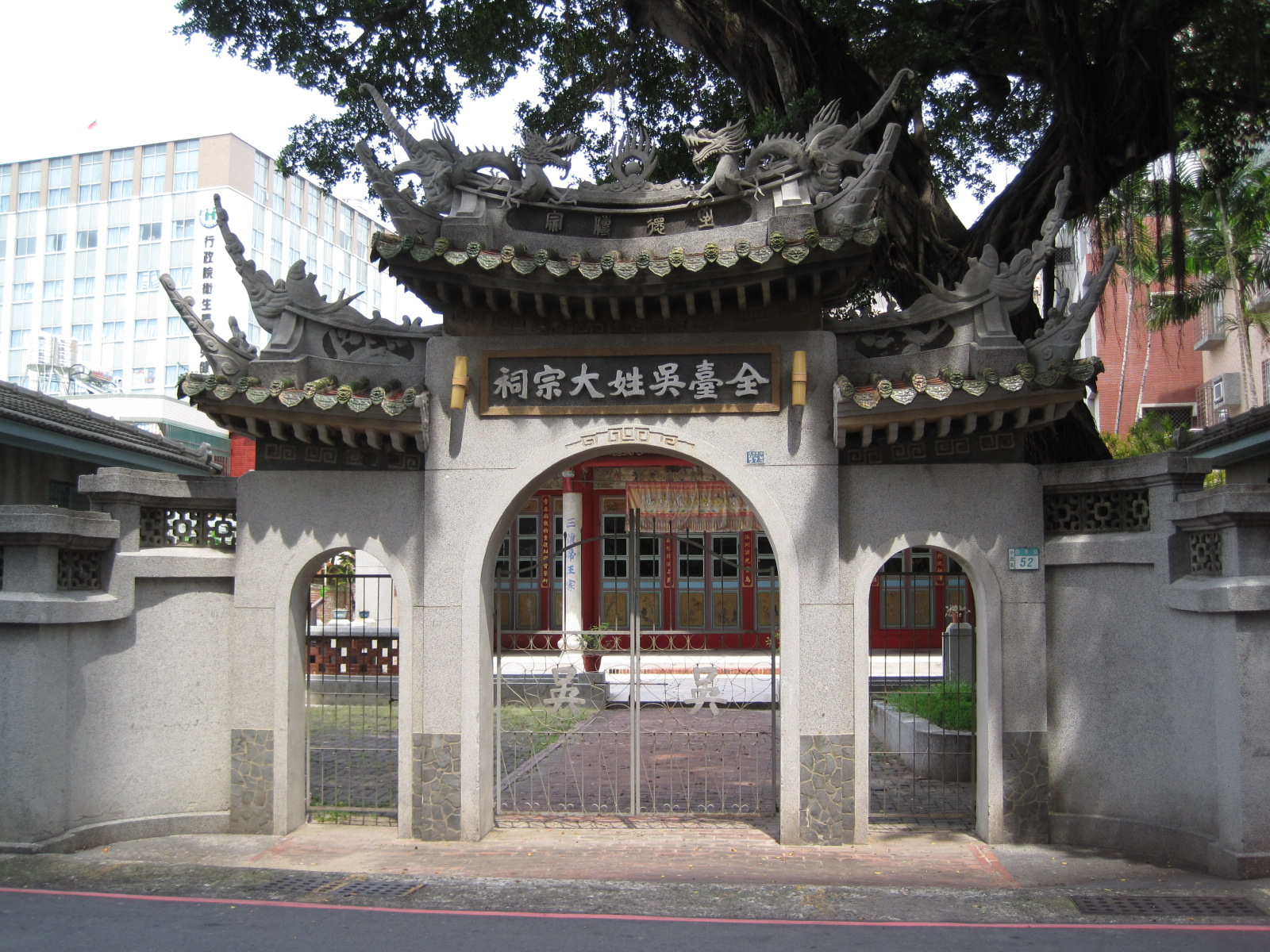
祠堂大門

清同治七年（1868年），臺灣兵備道吳大廷集合全臺吳姓宗親興建，但同年二月廿八日吳大廷離職，祠堂轉由吳氏宗親經理，但祠堂形同停工。到光緒三年（1877年）時，吳光亮自福寧總兵調任臺灣總兵後，又號召吳姓族人集資動工，終完成正殿工程。原計畫續建三川門，但因吳光亮遭到調職而中止。之後光緒年間，宗祠漸趨荒廢。
日治初期，一度因宗祠為吳光亮等所建而視為官產予以沒收，後又發還給吳姓宗親管理，並在大正十二年（1923年）時予以重修。
臺灣戰後時期，民國五十三年（1964年）時重修，卻因工人施工不慎引起火災而暫停，於五十五年（1966年）的十一月進行重建，隔年五月完工。之後於八十五年（1996年）7月16日列為三級古蹟（縣市定古蹟），而於八十七年（1998年）、九十二年（2003年）時再次整修。

## 建築特色
該宗祠以正堂為主，前有庭院，大門為洗石子材質。正堂面寬三間，於中間門楣上掛著「記首世家」匾額。而在正堂之中則供奉吳姓三位始祖，並陪祀著保生大帝吳夲和吳鳳，牆上則畫有潘麗水所畫的「真人煉藥」與「吳鳳成仁」壁畫。而在中間樑柱上掛有「至德」匾，典出孔子讚嘆泰伯三讓天下的稱頌。

## 外部連結
- 全台吳氏大宗祠——文化部文化資產局（页面存档备份，存于）
- 全台吳氏大宗祠——臺南市政府觀光旅遊局（页面存档备份，存于）
- 臺灣大百科：全臺吳氏大宗祠（页面存档备份，存于）